# FK Napredak Kušiljevo
FK Napredak Kušiljevo bio je nogometni klub iz Kušiljeva, općina Svilajnac, Pomoravski okrug u Srbiji.

## O klubu
Osnovan je 1936. godine, a najuspješnije razdoblje u klupskoj povijesti bile su tri sezone u Drugoj ligi SRJ.
Godine 2002. klub ispada iz Druge lige i prestaje s radom.
Dana 31. srpnja 2002. godine osnovan je FK Kušiljevo, koji se trenutno (sezona 2024./25.) natječe u Pomoravskoj okružnoj ligi, petom rangu nogometnog sustava Srbije.

## Prvenstva
| Sezona    | Razred | Liga                    | Broj momčadi | Mjesto | Izvor |
| --------- | ------ | ----------------------- | ------------ | ------ | ----- |
| 1994./95. | III.   | Srpska liga Istok       | 18           | 4.     |       |
| 1995./96. | III.   | Srpska liga Timok       | 18           | 11.    |       |
| 1996./97. | IV.    | Srpska liga Timok       | 18           | 1.     |       |
| 1997./98. | III.   | 2. savezna liga − Istok | 18           | 17.    |       |
| 1998./99. | III.   | Srpska liga Timok       | 18           | ?      |       |
| 1999./00. | III.   | Srpska liga Timok       | 20           | 2.     |       |
| 2000./01. | II.    | 2. savezna liga − Istok | 18           | 6.     |       |
| 2001./02. | II.    | 2. savezna liga − Istok | 18           | 13.    |       |

## Vanjske poveznice
- Profil FK Kušiljevo na srbijasport.net